# Économie de la Polynésie française
L'économie de la Polynésie française, collectivité d'outre-mer française, est considérée comme une économie de pays développé du fait de son niveau de PIB par habitant. Le tourisme et la culture de la perle sont les principales activités économiques de ces îles. Certains déséquilibres constituent un handicap pour l'archipel : en 2014, le quart du PIB provenait de cinquante entreprises, dont certaines en situation d'oligopole, qui détenaient 50 % du marché local dans 11 secteurs ,. D'autres secteurs restent néanmoins plus concurrentiels comme le petit et le gros commerce alimentaire ou l'hôtellerie. En 2012, le retard de développement par rapport à la métropole était estimé à 28 ans.

## Historique

### Les transferts de la métropole

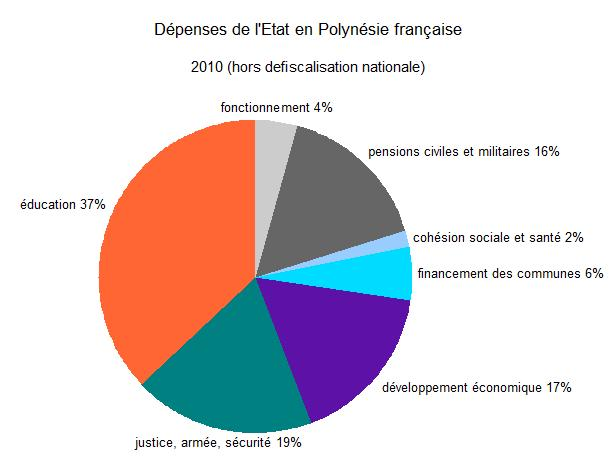
Répartition des dépenses de l'État hors défiscalisation nationale

La Polynésie française est passée d'une économie de comptoir à une économie de garnison avec l'installation du Centre d’Expérimentation du Pacifique (CEP).
Quand le CEP a cessé ses activités, la France a signé le « Pacte de Progrès » avec le gouvernement territorial afin de compenser la perte de ressources financières. Il était initialement prévu pour 10 ans (1996-2006) et pour un montant d'environ 1 milliard de francs français par an (environ 150 millions d'euros, environ 18 milliards de francs pacifique par an); cette limite a ensuite été reportée et enfin pérennisée en 2010 sous forme de trois dotations. Les transferts financiers directs de la métropole vers la collectivité Polynésie française en 2006 correspondaient, selon la cour des comptes, à 590 millions d'euros : 232 millions d'euros sous forme de subventions et 357 millions d'euros par le biais des salaires des enseignants. En comparaison la valeur des exportations était de 12,5 milliards de francs (dont 7,6 milliards liés aux perles) en 2009.
L'État français publie chaque année le montant des dépenses de l'État en Polynésie française : 179 milliards de francs en 2010, soit 1,5 milliard d'euros (environ 34 % du PIB soit sensiblement le niveau de la fin des années 1980). Ce montant est essentiellement composé des salaires des enseignants, du versement des pensions aux agents de l'État installés sur le territoire, des coûts des missions régaliennes assumées par l'État : Justice, Sécurité... Aucun impôt ou prélèvement n'est perçu par l'État sur le territoire. Le taux des prélèvements obligatoires (fiscalité et prélèvements sociaux) est de ce fait assez modéré mais a considérablement augmenté, passant de 27 % en 1995 à 38 % du PIB en 2010, du fait notamment de la mise en place de la protection sociale généralisée et de la multiplication d'établissements publics.
Le P.I.B. par tête est d’environ 1 598 200 francs CFP (ISPF 2006). Le P.I.B total est de 536 milliards CFP (ISPF 2006)(en 1991 il était de 330 milliards CFP, mais depuis 2006 le PIB réel est en récession d'après les évaluations menées par l'Université de Polynésie française). La Polynésie Française fait partie des pays et territoires les plus riches du Pacifique Sud après l’Australie, la Nouvelle-Zélande et la Nouvelle-Calédonie.

## Monnaie
La monnaie utilisée en Polynésie Française est le Franc pacifique (CFP). Depuis le 1er janvier 1999, sa parité est fixe : 100 XPF = 0.8380 euros donc 1 euro ≈ 119.33 XPF

## Structure économique

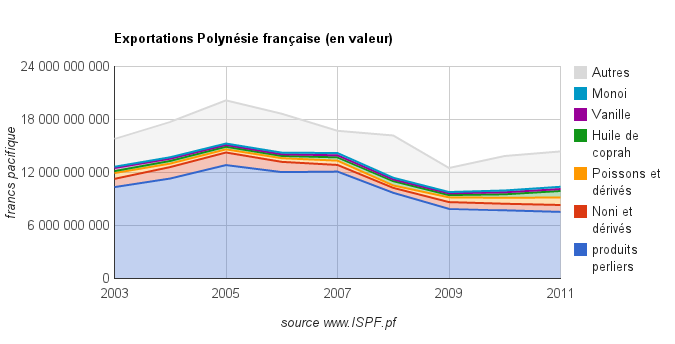
Évolution des exportations de la Polynésie française

La balance commerciale (hors services) est fortement déséquilibrée : 147 milliards d'importation contre 12,5 d'exportation environ, essentiellement composée des produits perliers (voir graphe).
Le secteur marchand représente les deux tiers du PIB. Le secteur tertiaire concentre à lui seul les trois quarts du PIB marchand.

### Secteur primaire

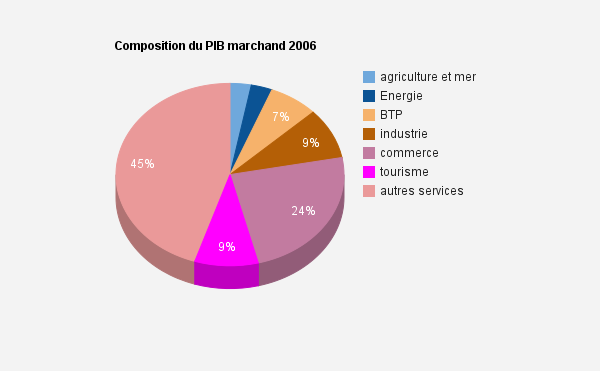
PIB Marchand 2006 (source ISPF)

#### Secteur agricole et pêche
La pêche et l'exploitation du coprah (huile de coco) sont les deux principales activités traditionnelles. Tahiti exporte aussi de la vanille, des fruits, de l'ylang-ylang, des fleurs, du monoï, des poissons et bénitiers d’aquarium et du noni.

#### Perliculture
À la suite de la chute massive de la production des huîtres nacrières (pour la fabrication en Europe des boutons de nacre) et perlières naturelles au cours du XXe siècle – passant vers 1920 de l'ordre de 1 000 tonnes par an de nacre brute à 10 tonnes exportées vers 1975 en raison de la surexploitation des stocks naturellement présents dans les lagons –, la perliculture, fut expérimentée dans les années 1970 mais n'a vraiment été lancée que dans les années 1990. Elle consiste à placer une bille de nacre blanche généralement importée du Mississippi dans l'huître. Celle-ci la recouvrira de sa propre nacre deux ans plus tard. La perle de Tahiti a des reflets vert-paon ou mauve aubergine, voire argent, or ou bleutés. Certaines sont même d'un gris profond et lustré. La perle de Tahiti jouit sur le marché international d'une excellente réputation de qualité et constitue de fait un étalon auquel sont comparées toutes les productions perlicoles à travers le monde. Cette activité assure une rémunération à 7 000 personnes et a généré un chiffre d'affaires de 18 milliards CFP en 2004. Le Japon et Hong Kong sont les premiers importateurs suivis de l'Europe et des États-Unis. Le prix moyen de vente au gramme chute ces dernières années, plongeant ce secteur dans une récession sans précédent. En 2013, le secteur enregistre cependant sa première hausse depuis cinq années (hausse de l'ordre de 10 %). Le prix de la perle atteint ainsi son niveau le plus haut depuis 2008.

### Industrie
Elle repose essentiellement sur quatre pôles : agroalimentaire, construction navale et biens intermédiaires pour le bâtiment et des activités de transformation (meubles, textile, imprimerie...). Le secteur industriel représente 9 % du PIB marchand en 2006
Divers secteurs sont protégés par une taxe de développement local à l'importation (TDIL) qui frappe les produits importés concurrents (entre 2 % et 82 % de taxe). Environ 3 000 entreprises (dont 1 000 dans l'agro-alimentaire) sont présentes et génèrent un chiffre d'affaires de l'ordre de 100 milliards de francs pacifique. L'artisanat représenterait environ 13 000 personnes, environ 8 000 artisans étant recensés par la Chambre de commerce, d'industrie, des services et des métiers (CCISM).

### Électricité

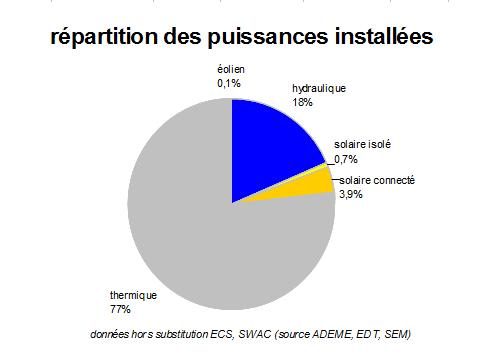
Mix électrique

La production et la distribution d’électricité en Polynésie française sont assurées en grande majorité par l’opérateur Électricité de Tahiti (28 communes desservies sur 48, couvrant près de 90 % de la population). Le mix de production est principalement thermique, mais comporte une part importante d’énergies renouvelables, de l’ordre de 25 à 30 % par an (contre 16,1 % pour la France et 23,4 % pour l’Union Européenne en 2012). Le record atteint sur le périmètre d’Électricité de Tahiti est établi à 65,8 %, pour la journée du 11 novembre 2015. 
La pointe de puissance appelée sur le réseau public de l'île de Tahiti a atteint un maximum en 2010, avec 101,5 MW
D'une manière générale les coûts de production sont très élevés, du fait de la petite taille des systèmes et de leur caractère insulaire. Ce phénomène est amplifié dans les îles autres que Tahiti. Par un mécanisme de péréquation et de contrôle des prix, le tarif de vente de l'électricité est cependant le même quel que soit le lieu (à Tahiti ou dans une autre île). Les tarifs de l'électricité ont connu une réforme avec l'avenant no 17 au cahier des charges de la concession d'Électricité de Tahiti, en date du 29 décembre 2015, qui doit mener à une nouvelle baisse de prix au 1er mars 2016 et répondre aux exigences de transparence des coûts formulées tant par la Commission de régulation de l'énergie que par le Tribunal Administratif de la Polynésie française.

#### Thermique
Il y a au minimum une centrale de production thermique par île bénéficiant d’un réseau de distribution. La principale d’entre elles est la centrale de Punaruu, sur l’île de Tahiti, qui compte 8 groupes électrogènes totalisant 122 MW installés.
Le prix du fioul et du gazole qui sont utilisés pour la production électrique bénéficient d'une part, du fonds de régulation des prix des hydrocarbures (FRPH) et d'autre part, du Fonds de péréquation des prix des hydrocarbures (FPPH). Ces mécanismes permettent de lisser le prix des carburants destinés à la production électrique pour éviter les variations trop fréquentes des prix de l’électricité, et d'appliquer des tarifs du kWh identiques dans toute la Polynésie française. En outre, sur la moyenne, le FRPH a pour effet de subventionner les prix des hydrocarbures destinés à la production électrique, afin d'en modérer l'impact sur les usagers de l'électricité. Le gouvernement de la Polynésie française a toutefois annoncé son intention de mettre un terme au mécanisme du FRPH afin de rétablir une vérité des prix sur les hydrocarbures destinés à la production électrique, et de supprimer les subventions croisées entre différents consommateurs d’hydrocarbures.

#### Hydraulique
L’hydroélectricité représente la principale source d’électricité issue des énergies renouvelables en Polynésie française.  Certaines îles disposent de centrales hydrauliques datant des années 1980 ou 1990 (Tahiti, Hiva Oa, Nuku Hiva, Fatu Hiva) mais seule Tahiti dispose de capacités significatives, du fait des installations de Marama Nui, filiale d'Électricité de Tahiti (46 MW produisant environ 30 % de l'électricité de l'ile).

#### Photovoltaïque
Le programme Photom, cofinancé par la Polynésie française et l'ADEME, et lancé en 1997, a permis à près de 1 500 familles non raccordées à des réseaux de distribution, essentiellement aux Tuamotu, de se doter d'un générateur solaire d'une puissance moyenne d'1,2 kWc, pour une puissance totale installée d’environ 1,8 MWc.
Par ailleurs, en 2009, la Polynésie française a posé le cadre réglementaire du rachat des énergies renouvelables par les distributeurs d'électricité (Arrêtés 901 et 902 CM du 25 juin 2009). Entre le 1er janvier 2009 et le 30 juin 2011, ce cadre s’est accompagné de tarifs de rachat incitatifs sur l’électricité photovoltaïque, de 35 à 45 F/kWh, garantis sur 25 ans. Le nombre d’installations raccordées aux réseaux publics de distribution est ainsi passé d'à peu près 0 en 2008 à plus de 1400 en 2015. Toutefois, en raison du surcoût qu’imposaient ces rachats aux autres consommateurs d’électricité, le gouvernement a ramené le prix du kWh solaire injecté sur le réseau au niveau des coûts de production (sortie usine) du kWh thermique, soit 15,98 XPF/kWh pour Tahiti et 23,64 XPF/kWh pour les autres îles. Le développement des installations solaires n’a cependant pas cessé, l’autoconsommation permettant toujours de faire diminuer la facture d’électricité sur les tranches de consommation hautes, les plus onéreuses. L’activité reste en outre soumise à diverses mesures de défiscalisation, sur le matériel notamment.
Enfin, 7 îles disposent de centrales hybride solaire-thermique : Makatea (2006), Ahe (2010), Fangatau (2010), Fakahina (2010), Napuka, Reao, Tatakoto (2011) réalisées sur fonds publics (Polynésie française, ADEME, FED) 
Au total, la production d’électricité photovoltaïque représente une part inférieure à 4 % de la production électrique totale de Polynésie française (dont 1,6 % pour le solaire injecté sur le réseau, et 2,2 % environ pour le solaire autoconsommé).

#### Éolien
Avec la fin de l'exploitation de l'éolienne de Rurutu en 2008, Makemo est la seule île à être théoriquement alimentée par des éoliennes. Celles-ci sont toutefois en incapacité de produire depuis 2010.

### Services

#### Tourisme
Le  tourisme en Polynésie française représente 13 % du PIB marchand de ces îles. Entre 2000 et 2007, l'archipel a accueilli en moyenne entre 215 000 et 220 000 touristes chaque année. En 2008, le tourisme a généré 42,5 milliards de F.CFP de chiffre d'affaires sur le territoire
Les îles les plus fréquentées sont Tahiti, Bora Bora et Moorea. À elles seules, ces 3 îles concentrent près de 90 % de l'offre d'hébergement en hôtellerie classée.
Depuis 2007, le tourisme polynésien subit une crise profonde et durable puisque l'archipel a enregistré une baisse de fréquentation marquée. La chute de fréquentation s'est accélérée depuis 2008, atteignant même en 2009 des chiffres inférieurs à ceux de l'année 1996, qui détenait jusqu'alors le record de la plus basse fréquentation touristique des 15 dernières années (163 774 touristes en 1996) Entre 2009 et 2013, les chiffres du tourisme sont restés stables. En 2014, la nette progression des croisiéristes alimente une remontée de la fréquentation touristique.
Cette progression régulière jusqu'en 2019 a été brutalement interrompue du fait de l'épidémie de COVID 19. Le nombre de touristes venus de l'extérieur a été brutalement divisé par trois. Cinq hôtels parmi les 41 hôtels internationaux ont fermé leurs portes en 2020.
|      | Nombre de touristes total | Nombre de touristes payants |
| ---- | ------------------------- | --------------------------- |
| 2006 | 221 549                   | 192 794                     |
| 2007 | 218 241                   | 190 102                     |
| 2008 | 196 496                   | 172 827                     |
| 2009 | 160 447                   | 138 151                     |
| 2013 | 164 393                   | 146 300                     |
| 2014 | 180 602                   | 162 458                     |
| 2015 | 183 831                   | 165 926                     |
| 2016 | 192 495                   | 174 446                     |
| 2017 | 198 959                   | 178 689                     |
| 2018 | 216 268                   | 192 740                     |
| 2019 | 236 642                   | 209 383                     |
| 2020 | 77 017                    | 66 385                      |
| 2021 | 82 546                    | 70 373                      |

## Données sociales
En 2009, le taux de chômage est de 13 % (pour 10 % en Métropole) de la population active. Il touche principalement les femmes et les jeunes sans qualification. Il augmente et atteint 21,8 % en 2012.
- Taux d'activité : 58 % contre 56 % en Métropole
- Emploi public : 25 % (19,5 % en Métropole)
- Niveau des prix : +40 % par rapport à la métropole, mais tendance à la baisse (baisse taxe à la douane...)
- Inégalités: car contrairement à la Métropole, très peu d'aides aux personnes sans ressources: pas de protection face au chômage, pas de minima sociaux.
- Fiscalité: pas d'impôt sur le revenu[12]

Les deux principales forces syndicales en Polynésie française sont la Confédération syndicale des travailleurs de Polynésie française (CSTP-FO) et A Tia I Mua.